# Qualifications de la zone Asie pour la Coupe du monde de rugby à XV 2019
Navigation
Qualifications coupe du monde 2015 Qualifications coupe du monde 2023
Les qualifications de la zone Asie pour la Coupe du monde de rugby à XV 2019 opposent différentes nations sur plusieurs tours de compétition du 30 avril 2016 à 2018. Le vainqueur du tour 4 participe directement à la compétition finale au titre d'Asie 1, tandis que le deuxième de ce tour joue un barrage contre une équipe américaine.
Le Japon étant qualifié d'office, il ne participe pas aux qualifications.

## Tour 1

### Championnat d'Asie de rugby à XV 2016

#### Résultats
|  | Demi-finales         | Demi-finales         |                        |    | Finale               | Finale               |
|  | Demi-finales         | Demi-finales         |                        |    | Finale               | Finale               |
|  |                      |                      |                        |    |                      |                      |
|  | le 18 mai à Tachkent | le 18 mai à Tachkent |                        |    | le 21 mai à Tachkent | le 21 mai à Tachkent |
|  | le 18 mai à Tachkent | le 18 mai à Tachkent |                        |    | le 21 mai à Tachkent | le 21 mai à Tachkent |
|  | Thaïlande            | 25                   |                        |    | le 21 mai à Tachkent | le 21 mai à Tachkent |
|  | Thaïlande            | 25                   |                        |    | le 21 mai à Tachkent | le 21 mai à Tachkent |
|  | Guam                 | 16                   |                        |    | le 21 mai à Tachkent | le 21 mai à Tachkent |
|  | Guam                 | 16                   | Thaïlande              | 18 |                      |                      |
|  | le 18 mai à Tachkent |                      | Thaïlande              | 18 |                      |                      |
|  |                      | Émirats arabes unis  | 70                     |    |                      |                      |
|  | Émirats arabes unis  | Émirats arabes unis  | 70                     | 65 |                      |                      |
|  | Émirats arabes unis  |                      |                        | 65 |                      |                      |
|  | Ouzbékistan          | 13                   |                        |    |                      |                      |
|  | Ouzbékistan          | 13                   | Match pour la 3e place |    |                      |                      |
|  |                      |                      |                        |    |                      |                      |
|  | le 21 mai à Tachkent |                      |                        |    |                      |                      |
|  |                      |                      |                        |    |                      |                      |
|  | Guam                 | 23                   |                        |    |                      |                      |
|  | Guam                 | 23                   |                        |    |                      |                      |
|  | Ouzbékistan          | 22                   |                        |    |                      |                      |
|  | Ouzbékistan          | 22                   |                        |    |                      |                      |

## Tour 2

### Championnat d'Asie de rugby à XV 2017

#### Classement de la Division 1
| Rang | Nation              | J | V | N | D | Bo | Bd | Pm | Pe  | Diff | Pts |
| ---- | ------------------- | - | - | - | - | -- | -- | -- | --- | ---- | --- |
| 1    | Malaisie            | 3 | 3 | 0 | 0 | 2  | 0  | 98 | 39  | +59  | 14  |
| 2    | Sri Lanka           | 3 | 2 | 0 | 1 | 1  | 0  | 66 | 52  | +14  | 9   |
| 3    | Philippines         | 3 | 1 | 0 | 2 | 1  | 0  | 55 | 90  | -35  | 5   |
| 4    | Émirats arabes unis | 3 | 0 | 0 | 3 | 0  | 0  | 65 | 103 | -38  | 0   |

|  | Vainqueur du tournoi (no 1). |

Attribution des points : Match gagné : 4 pts, match nul : 2 pts, match perdu : 0 pts, un point de bonus est attribué si une équipe marque 4 essais ou plus ou si elle perd par 7 points ou moins.

#### Résultats
Première journée
| 14 mai 2017 | Sri Lanka | 24 - 13 | Philippines | Royal Selangor Stadium, Kuala Lumpur |
| 14 mai 2017 |           |         |             | Royal Selangor Stadium, Kuala Lumpur |
| 14 mai 2017 |           |         |             | Royal Selangor Stadium, Kuala Lumpur |

| 14 mai 2017 | Malaisie | 36 - 22 | Émirats arabes unis | Royal Selangor Stadium, Kuala Lumpur |
| 14 mai 2017 |          |         |                     | Royal Selangor Stadium, Kuala Lumpur |
| 14 mai 2017 |          |         |                     | Royal Selangor Stadium, Kuala Lumpur |

Deuxième journée
| 17 mai 2017 | Malaisie | 40 - 8 | Philippines | Royal Selangor Stadium, Kuala Lumpur |
| 17 mai 2017 |          |        |             | Royal Selangor Stadium, Kuala Lumpur |
| 17 mai 2017 |          |        |             | Royal Selangor Stadium, Kuala Lumpur |

| 17 mai 2017 | Émirats arabes unis | 17 - 33 | Sri Lanka | Royal Selangor Stadium, Kuala Lumpur |
| 17 mai 2017 |                     |         |           | Royal Selangor Stadium, Kuala Lumpur |
| 17 mai 2017 |                     |         |           | Royal Selangor Stadium, Kuala Lumpur |

Troisième journée
| 20 mai 2017 | Philippines | 34 - 26 | Émirats arabes unis | Royal Selangor Stadium, Kuala Lumpur |
| 20 mai 2017 |             |         |                     | Royal Selangor Stadium, Kuala Lumpur |
| 20 mai 2017 |             |         |                     | Royal Selangor Stadium, Kuala Lumpur |

| 20 mai 2017 | Malaisie | 22 - 9 | Sri Lanka | Royal Selangor Stadium, Kuala Lumpur |
| 20 mai 2017 |          |        |           | Royal Selangor Stadium, Kuala Lumpur |
| 20 mai 2017 |          |        |           | Royal Selangor Stadium, Kuala Lumpur |

## Tour 3

### Classement
| Rang | Nation       | J | V | N | D | Bo | Bd | Pm  | Pe  | Diff | Pts |
| ---- | ------------ | - | - | - | - | -- | -- | --- | --- | ---- | --- |
| 1    | Hong Kong    | 4 | 4 | 0 | 0 | 4  | 0  | 227 | 44  | +183 | 24  |
| 2    | Corée du Sud | 4 | 2 | 0 | 2 | 2  | 0  | 122 | 91  | +31  | 12  |
| 3    | Malaisie     | 4 | 0 | 0 | 4 | 0  | 0  | 40  | 254 | -214 | 0   |

|  | Vainqueur du tournoi (no 1). |
|  | T : tenant du titre 2015.    |

Attribution des points : Cinq points sont attribués pour une victoire, trois points pour un match nul, aucun point en cas de défaite. Un point de bonus est accordé à l'équipe qui marque au moins quatre essais ou qui perd par moins de huit points.

### Résultats
Première journée
| 28 avril 2018 | Malaisie | 10 - 35 | Corée du Sud | Bukit Jallil National Staduim, Kuala Lumpur |
| 28 avril 2018 |          |         |              | Bukit Jallil National Staduim, Kuala Lumpur |
| 28 avril 2018 |          |         |              | Bukit Jallil National Staduim, Kuala Lumpur |

Deuxième journée
| 5 mai 2018 | Malaisie | 8 - 67 | Hong Kong | Bukit Jallil National Staduim, Kuala Lumpur |
| 5 mai 2018 |          |        |           | Bukit Jallil National Staduim, Kuala Lumpur |
| 5 mai 2018 |          |        |           | Bukit Jallil National Staduim, Kuala Lumpur |

Troisième journée
| 12 mai 2018 | Corée du Sud | 21 - 30 | Hong Kong | Namdong Asiad Stadium, Incheon |
| 12 mai 2018 |              |         |           | Namdong Asiad Stadium, Incheon |
| 12 mai 2018 |              |         |           | Namdong Asiad Stadium, Incheon |

Quatrième journée
| 19 mai 2018 | Corée du Sud | 61 - 12 | Malaisie | Namdong Asiad Stadium, Incheon |
| 19 mai 2018 |              |         |          | Namdong Asiad Stadium, Incheon |
| 19 mai 2018 |              |         |          | Namdong Asiad Stadium, Incheon |

Cinquième journée
| 26 mai 2018 | Hong Kong | 91 - 10 | Malaisie | Hong Kong Stadium, Hong Kong |
| 26 mai 2018 |           |         |          | Hong Kong Stadium, Hong Kong |
| 26 mai 2018 |           |         |          | Hong Kong Stadium, Hong Kong |

Sixième journée
| 2 juin 2018 | Hong Kong | 39 - 5 | Corée du Sud | Hong Kong Stadium, Hong Kong |
| 2 juin 2018 |           |        |              | Hong Kong Stadium, Hong Kong |
| 2 juin 2018 |           |        |              | Hong Kong Stadium, Hong Kong |